# サビイロタチヨタカ
サビイロタチヨタカ(Nyctibius bracteatus)は、タチヨタカ科の鳥である。大部分はエクアドルとペルーで見られ、1600km南西のペルーとボリビアの国境にも隔離分布している。また、ブラジル、コロンビア、フランス領ギアナ、ガイアナにも少数が分布している。野生の棲息場所は、亜熱帯か熱帯の湿度の高い低地の森林である。